# ポテ 63.11
ポテ 63.11(Potez 63.11)は、第二次世界大戦時にフランスのポテで開発された双発の戦術偵察機・地上支援機である。ポテ 631戦闘機を偵察機として発展させた型で、1939年から部隊配備された。その後重点的に生産され休戦までに700機以上が引き渡されたが、200機以上が戦闘で失われた。

## 概要
フランス軍の主力双発戦闘機であったポテ 630/631は戦闘機としては性能不足だったが、運動性や稼働率に優れていた為地上攻撃任務には重用された。これを偵察機に流用することが計画され、まず開発されたのがポテ 637であった。これは、ポテ 630の胴体下面に観測用のゴンドラを設けて、前方固定の機関砲を取り除いた物であった。武装は、その後ゴンドラ後部に機銃が増設された。しかし、ゴンドラ設置による空気抵抗増大により性能が著しく低下した為、生産は60機で終了した。

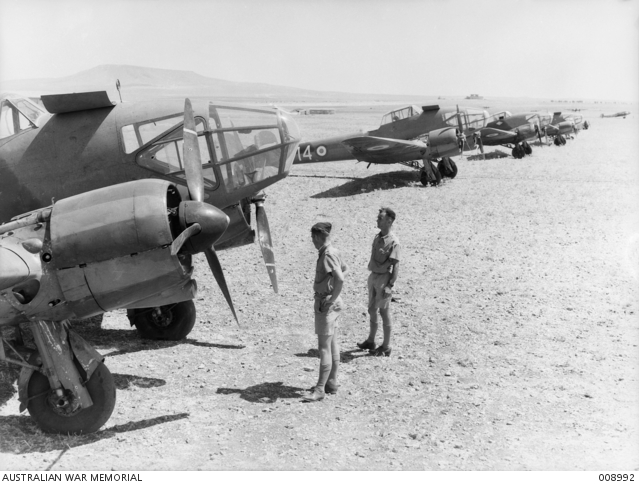
ポテ 63.11

続いて開発されたのがポテ 63.11で、637型で装備された観測用のゴンドラの代わりにガラス張りの機首を有し、そこに偵察員席を置くようにした。これにより637型よりも性能は格段に向上した。武装は固定武装としては機銃3丁であったが、280kgまでの爆弾や照明弾を搭載することが可能であった。また、燃料搭載量も多く戦闘機型より300km以上も航続距離があった。
ポテ 63.11は原型機が1938年12月31日に初飛行し、1939年から配備が開始された。それまで使用されていた偵察機と急速に転換された。しかし、当初はスペアパーツの生産が間に合わず、稼動可能な機体は配備された内の7割程度だったといわれる。また、プロペラの生産も遅れた為、初期の機体は木製の2枚プロペラを装備した。これらの機体は速度性能が低下したため、乗員には不評だった。その後、生産は順調に進み、ドイツとの休戦までに723機が引き渡されあらゆる方面で使用された。反面、損失機も多く、戦闘で約220機が失われている。
停戦後は、ヴィシー政権軍において偵察任務で使用された他、ドイツ軍やイタリア軍において練習機として使用された。

## スペック
- 全長：10.93 m
- 全幅：16.0 m
- 全高：3.08 m
- 翼面積: 32.7 m2
- 全備重量：5,040 kg
- エンジン：ノームローン14M4 空冷14気筒 700 hp×2
- 最大速度：425 km/h
- 上昇限度 9,300 m
- 上昇時間 4,000 mまで10min
- 航続距離：1,500 km
- 武装
  - 7.5mm機銃×3〜12
  - 爆弾280kg
- 乗員 3名

## 登場作品
『R.U.S.E.』
フランスの偵察機として登場。